# Akira (manga)

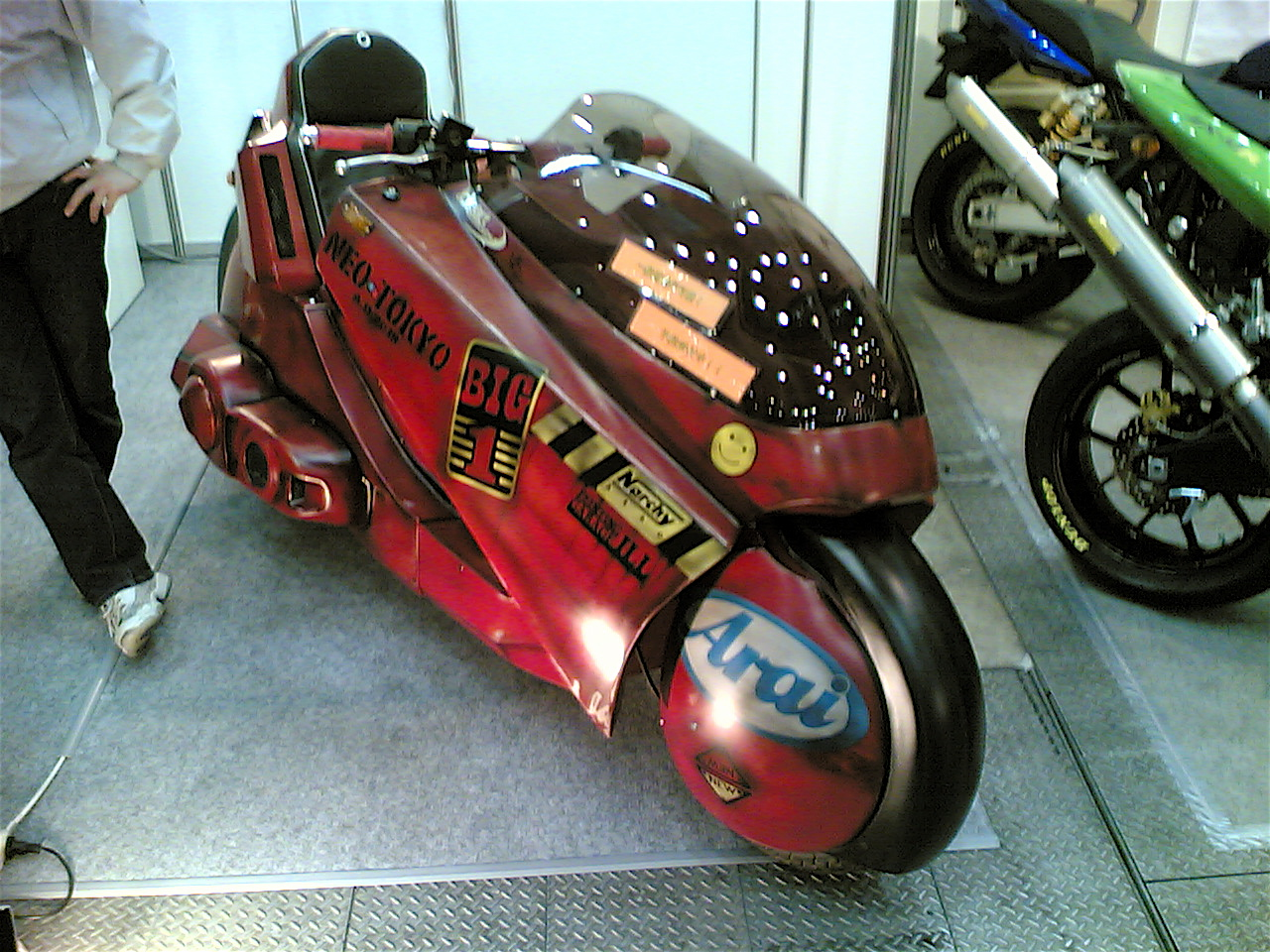
Rèplica a mida real de la moto de Kaneda.

|  | Per a altres significats, vegeu «Akira». |

Akira (アキラ) és un manga en el qual es basa la pel·lícula homònima d'animació japonesa. Ambdues obres van tenir un reconeixement instantani com a clàssics dins dels seus respectius gèneres. L'obra, de més de dues mil pàgines, va ser escrita i dibuixada per Katsuhiro Otomo entre els anys 1982 i 1990 obtenint un èxit significatiu al Japó i a la resta del món. Va ser premiada amb el Premi Kōdansha al millor manga el 1984, en la categoria general. A Espanya va ser publicat per Ediciones B, durant la dècada dels 90, i anys després per Norma Editorial.

## Argument
La línia argumental del manga i de la pel·lícula són divergents entre d'altres motius perquè la pel·lícula va ser estrenada cinc anys abans de la conclusió del manga. Akira està ambientada a la ciutat futurista de Neo-Tòquio, representada amb profund detall a la pel·lícula d'animació (es van invertir prop de set milions de dòlars només en els decorats).

### Rerefons
1988: El món està a prop de la destrucció absoluta. En el passat els avenços tecnològics van ser la causa d'una terrible explosió que va desencadenar una guerra nuclear i va devastar les grans ciutats del planeta. Trenta anys després, sobre les ruïnes de Tòquio, s'alça la megalòpolis de Neo-Tòquio, una ciutat opressiva i inhumana carregada de problemes com l'atur, la violència, la droga i el terrorisme. Les sectes religioses i els grups extremistes, aprofitant-se de la insatisfacció dels ciutadans, conreen el mite d'Akira, un nen dipositari de la "energia absoluta" la resurrecció de la qual significaria per al Japó el sorgiment d'una nova era.

### Resum de l'argument
La història es desenvolupa l'any 2019 a Neo-Tòquio, una ciutat reconstruïda després de sofrir els devastadors efectes d'una presumpta explosió nuclear que desencadena la tercera guerra mundial. El govern exerceix un control repressiu sobre la ciutat i experimenta sobre uns nens amb poders psíquics latents, aplicant-los fàrmacs per potenciar-los, aquests contribueixen amb prediccions per mantenir la pau.
Kaneda i Tetsuo són membres d'una banda de motociclistes anomenada The capsules que tenen com afició participar en baralles de carrer contra altres bandes. Particularment, els agrada enfrontar-se, muntats sobre potents motos, amb una colla anomenada The clowns.
En el manga, Tetsuo sofreix un accident causat per un estrany nen amb aspecte d'ancià (en el film, era durant una baralla de carrer amb moto, en el manga, és mentre condueixen de retorn a la ciutat). A partir d'aquest accident, Tetsuo no torna a ser el mateix.
El govern el segresta, i en una anàlisi descobreixen que el seu potencial psíquic és un dels més grans que hagin detectat mai, comparable al d'un subjecte extraordinari reclutat temps enrere. Comencen a experimentar amb ell i aquest comença ràpidament a desenvolupar poders psíquics, els quals exacerben les seves pors i frustracions, transformant patològicament la seva personalitat.
D'altra banda, es troben Kay i Ryu, membres de la resistència i dirigits pel seu cap Nezu, aquests intenten esbrinar què ocorre en les instal·lacions de l'exèrcit situades a la zona zero, lloc on va explotar la bomba nuclear que va destruir l'antiga ciutat. En aquest lloc és on es troben Kiyoko, Takashi i Masaru, nens d'estranya aparença i, igual que Tetsuo, posseïdors d'aquests poders psíquics. En aquestes instal·lacions també s'hi troba Akira el qual es descobreix com l'autèntic responsable, en aconseguir el poder absolut, de l'explosió esdevinguda anys enrere.
Producte dels experiments del govern, Tetsuo comença a sofrir al·lucinacions i desenvolupa poders paranormales més enllà de tot allò conegut. Això ho porta a creure's déu i a enfrontar-se a l'exèrcit buscant qualsevol evidència de l'existència de Akira, ja que es creu el seu successor i superior a ell.
Kaneda, líder de la banda de Tetsuo, es relaciona amb Kay, noia de la qual acaba enamorant-se i s'enfronta amb Tetsuo, del qual havia estat sobreprotector. Aquest últim desenvolupa un sentiment d'inferioritat i odi cap a Kaneda, a qui qüestiona com a cap.
Amb tot, a la ciutat sorgeixen sectes i grups que adoren a Akira i que prenen a Tetsuo com el nou salvador que ha de salvar a Neo-Tòquio del caos i l'opressió.

## Llegat
- En diverses entrevistes Masashi Kishimoto, creador de Naruto, ha citat el manga i d'Akira com a influència determinant, en particular en l'inici de la seva carrera com mangaka.[5]

- Alguns artistes han basat algunes de les seves obres en el còmic, com és el cas del grup vigués Blows, que li ha dedicat la cançó Akira vs. Tetsuo en el seu CD Exèrcit de Fantasmes (2012).[6]